# Csengersima
Csengersima község Szabolcs-Szatmár-Bereg vármegyében, a Csengeri járásban.

## Fekvése
Csengersima a 49-es számú főút mellett keletről elterülő község. Közúti és teherforgalmi határátkelőhely található külterületén. 14 km-re fekszik a romániai Szatmárnémeti. 1981-ben az 1970-es árvízben elpusztult Nagygéc községet a település közigazgatási területéhez csatolták. A település a Szatmári-sík kistáj területén található. Délkelet felől északnyugatnak lejtő síkság, melyet különböző mértékben feltöltött elhagyott folyómedrek sűrű hálózata borít. A talajtakaró teljes egészében öntésanyagokon kialakult, talajvízhatás alatt álló réti és lápi talajokból áll. Délen nyers öntéstalajok, északabbra mocsári erdőtalaj uralja a területeket.
A mérsékelten hűvös és mérsékelten meleg éghajlati övek határán fekszik a település. Az évi napsütéses órák összege 1970 óra, a csapadék évi 650–670 mm közötti.

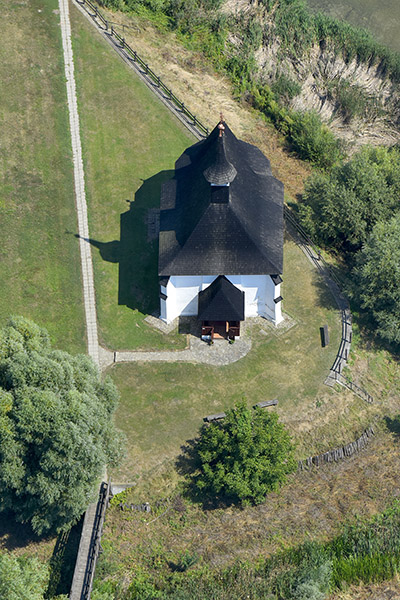
Árpád kori templom légi felvételen, Csengersima

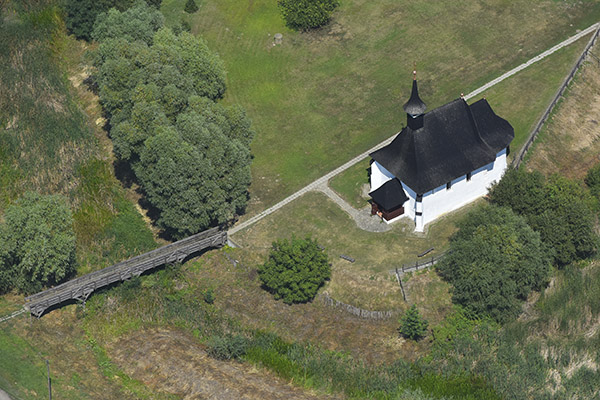
Árpád kori templom légi felvételen, Csengersima

A terület az észak-alföldi flórajárásba tartozik, jelentősebb potenciális erdőtársulásai a tölgy-kőris-szil ligeterdők, a füzesek, valamint a fűz-nyár- és elegyes-ligeterdők. Ezek közül idős tölgy, szil és kőris erdőrészek még fellelhetők a területen. Környezetében jelentősnek mondható több mint 150 hektáros erdőgazdálkodás alatt álló erdőterület található külterületén. Az erdőterületek közül a Bűr-erdő és Géci-sűrű állományai megyei védelem alatt állnak. A védelem több mint 120 hektárnyi területre terjed ki az idős tölgy, kőris és szil állományok védelmében.
Csengersima külterületét élő vízfolyás nem érinti. A Holt-Szamos egyik ágából jóléti tavat alakítottak ki. Ezen kívül mesterséges víztározók és halastavak találhatóak a község környékén, melyek a Szamos-Túr-közi zárógát építése során földkitermelést követően lettek kialakítva, illetve a zárógát által lefolyástalanná tett vízfolyásokból alakult ki.
A község a magyar-román államhatár mellett fekszik, határszéle keleten és délen mintegy 11 kilométer hosszban egybeesik az országhatárral. A közvetlen szomszédos települések a határ magyar oldalán: észak felől Császló és Gacsály, észak-északkelet felől Rozsály, délnyugat felől Komlódtótfalu, nyugat felől Szamosbecs, északnyugat felől pedig Csegöld. A határ román oldalán a legközelebbi települések: északkelet felől Atya (Atea), kelet felől Pete (Petea), dél felől pedig Szamosdara (Dara).

### Megközelítése
Legfontosabb közúti megközelítési útvonala a már említett 49-es főút, ezen érhető el a legegyszerűbben az ország távolabbi részei felől is, Mátészalka-Porcsalma érintésével. Fehérgyarmattal a 4127-es út, Komlódtótfaluval a 49 155-ös számú mellékút köti össze. A hozzá csatolt Nagygéc csak egy önkormányzati úton közelíthető meg a 49-es főút felől.
Vasútvonal nem érinti.

## Története
Neve személynévi eredetű: az alapjául szolgáló név a Simon (latin Simeon) személynévből alakult rövidüléssel és – kicsinyítő – becéző képzővel. Az előtag Csenger közelségével van kapcsolatban, s megkülönböztető szerepű. Hivatalosan 1908 óta ez a neve, de már 1904-ből is van rá adat.
A község a forrásokban 1327-ben tűnik fel, amikor Erzsébet asszony a falu egynegyedét, mint nászhozományt fiainak átengedte. A 13. századból fennmaradt temploma a bizonysága annak, hogy az első említésnél jóval korábban keletkezhetett. Hajdan Nagy- és Kissima volt,
mindkettőt a Mikolai család birtokolta. 1331-ben a Szárazbereki és Simai családok osztoztak meg rajta. 1339-ben Szárazbereki Lászlót hamis pénzverésért megégetésre ítélte I. Károly, s birtokait Tamás erdélyi vajdának adományozta. Testvérei azonban megtartották a maguk részét, így 1362-ben az utód nélkül meghalt János vagyonát megszerezték. 1378-ban a Mikolaiak osztoztak a maguk részén. 1406-ban elfoglalta tőlük Drágfi és Balk máramarosi vajda, de ismét visszakapták. Ezután egészen a 19. század közepéig a Mikolaiak maradtak itt a fő birtokosok. A 18. században birtokot szereztek a Mikolai család leányutódai révén a Korda, Szodorai, Gáspár, Mándi és Szirmai családok is. A XIX. század közepéig ugyanők voltak a tulajdonosai, később nagy része a Korda utódoké lett.
A települést a Rákóczi-szabadságharc, az 1709. évi pestisjárvány és az 1717. évi tatár betörés szinte elnéptelenítette, lakói a közeli rozsályi és szatmári várban kerestek menedéket. A 20. század elején Vécsey Aurélnak és Pap Kálmánnak volt itt jelentősebb földbirtoka. Az 1911–1913. évi névtárak szerint 422 református és 72 más vallású lakója volt.
Csengersima az 1860-as években közigazgatásilag a Szamosközi, az 1870-es évektől a Fehérgyarmati II., a XX. században előbb a Csengeri, majd 1969-től a Mátészalkai járáshoz tartozott.
Jelenleg Mátészalka városkörnyékének része. Az 1920-as években körjegyzőségi székhely volt, hozzátartozott Csegöld, Nagygéc. 1971-től nagyközségi közös tanács társközsége, tanácsának székhelye Csenger, társközsége Szamosangyalos, Szamosbecs, Szamostatárfalva, Komlódtótfalu, Nagygéc, majd 1973-tól Csengerújfalu volt. Az 1970. évi árvízben szinte teljesen romba dőlt Nagygécet 1981. december 31-én hivatalosan Csengersimához csatolták. 1989-től Csenger város tanácsához tartozott Csengerújfaluval, Komlódtótfaluval, Szamosangyalossal, Szamosbeccsel, Szamostatárfalvával együtt. Jelenleg körjegyzőséget alkot Komlódtótfalu és Szamosbecs településekkel együtt.

## Közélete

### Polgármesterei
- 1990–1994: Kovács Balázs[3] (független)[4]
- 1994–1998: Dr. Bányász Attila (független)[5][6]
- 1998: Költő Zoltán (független, MSZP-támogatással)[7]
- 1998–2002: Költő Zoltán (független)[8][9]
- 2002–2006: Költő Zoltán (független)[10][11]
- 2006–2010: Költő Zoltán (független)[12]
- 2010–2014: Költő Zoltán (független)[13]
- 2014–2019: Kislőrincz József (független)[14][15]
- 2019–2024: Kislőrincz József (független)[16]
- 2024– : Kislőrincz József (Fidesz-KDNP)[1]

A településen 1998 február közepén azért kellett időközi polgármester-választást tartani, mert az előző polgármester néhány hónappal korábban lemondott posztjáról.

## Népesség
A település népességének változása:
| Lakosok száma | 779  | 765  | 775  | 784  | 640  | 657  | 629  |
|               | 2013 | 2014 | 2015 | 2021 | 2022 | 2023 | 2024 |

2001-ben a település lakosságának 97%-a magyar, 3%-a cigány nemzetiségűnek vallotta magát.
A 2011-es népszámlálás során a lakosok 94,2%-a magyarnak, 3,6% cigánynak, 3,8% románnak mondta magát (5,7% nem nyilatkozott; a kettős identitások miatt a végösszeg nagyobb lehet 100%-nál). A vallási megoszlás a következő volt: római katolikus 14,9%, református 62,9%, görögkatolikus 9,2%, felekezeten kívüli 1,1% (10,8% nem válaszolt).
2022-ben a lakosság 84,7%-a vallotta magát magyarnak, 6,9% románnak, 3,8% cigánynak, 0,3% németnek, 0,2% ukránnak, 1,4% egyéb, nem hazai nemzetiségűnek (15,2% nem nyilatkozott; a kettős identitások miatt a végösszeg nagyobb lehet 100%-nál). Vallásuk szerint 10,5% volt római katolikus, 44,8% református, 5,2% görög katolikus, 0,6% ortodox, 0,5% egyéb keresztény, 2,3% felekezeten kívüli (35,8% nem válaszolt).

## Nevezetességei

### Csengersimai református templom
A csengersimai református templom (126. hrsz. Csengersima, Fő út, Törzsszám: 5974) Román stílusú, XIII. századi épület, melyet 1729-ben átépítettek. Festett famennyezete 1761-ből való. Berendezése: festett fakarzat, szószék, népies barokk, 1761.
A 100 ülőhelyes román kori, a Szamos holtágból kialakított tó partján szabadon álló, egyhajós, kis homlokzati tornyos, keletelt templom, műemlék. A kicsiny román kori templom 1210-1220 között épülhetett, az 1696. évi katolikus templomösszeírás református templomként tartotta számon. A Rákóczi-szabadságharc és az 1709. évi pestisjárvány elnéptelenítette a falut, majd a tatárok pusztítottak benne és gyújtották fel a templomot, amely 10-12 évig pusztán állt. 1729-1734 között épült újjá, 1755-ben újrazsindelyezték, 1761-ben készült el a kazettás mennyezet, s valószínűleg a torony és a bejárati csarnok is. 1799-ben szószék koronát, 1861-ben új karzatot készítettek, s kékre mázolták a padelők éppen százéves ornamentális festését. 1892-ben életveszélyessé nyilvánították, felújítására az 1960-as és az 1980-as években került sor. Jelen pompáját és a festett famennyezet megújulását a 2000-ben befejeződött teljes felújítás során a Műemlékvédelem szakemberei által végzett munkának köszönheti.
Az 1761-ben készült mennyezetkazetták az üdvtörténetet tartalmazzák állatövi jegy, őskép és szöveges kazettákon sakkbábuk mozgatása segítségével.

### Nagygéci református templom
(1224. hrsz. Csengersima, Nagygéc, Kossuth u., Törzsszám: 5984) Református templom, román kori, XIII. századi eredetű, melyet a 15. század második felében kibővítettek, illetve 1896-ban tornyot is építettek hozzá. Szentélyében késő gótikus szentségtartó és sekrestyeajtó található. (Mindkettő használaton kívül.)